# Васаил аш-шиа
Васа́ил аш-ши́а (араб. وسائل الشيعة‎; полное название تفصيل وسائل الشيعة إلى تحصيل مسائل الشريعة‎, Васаил аш-шиа иля тахсил масаил аш-шариа — «Средства шиитов для постижения вопросов шариата») — всеобъемлющая энциклопедия шиитских хадисов, составленная шейхом Хурром Амили в середине XI века хиджры (XVII век н. э.).

## Специфика сборника
Данная книга была специально адресована факихам, изучающим положения исламского права, поэтому хадисы на иную тематику (включая тексты знаменитых шиитских дуа и зияратов) не были включены в неё. При освещении разделов фикха Хурр Амили соблюдал порядок, традиционный для трудов из категории «Разъяснение шариатских положений» (Тавдих аль-масаиль), который обязательно должен написать любой из компетентных муджтахидов, являющихся образцом для подражания (марджа ат-таклид). В связи с этим он часто вынужденно дробил хадисы, относя разные их части к разным разделам своего сборника. Таким образом, свод «Васаил аш-шиа» можно назвать своего рода предметным указателем по джафаритскому фикху.
Кроме того, в данном труде Хурр Амили дал ряд собственных ценных замечаний, касающихся методологии науки хадисоведения (илм аль-хадис) и науки о передатчиках (илм ар-риджал).
К настоящему времени сборник «Васаил аш-шиа» приобрёл для мусульман-шиитов особое значение; при вынесении фетв на неё часто ссылаются ведущие шиитские факихи и муджтахиды.

## Современное издание
В печатном виде книга доступна в двух изданиях:
- 20-томном — 1983 года выпуска (издательство «Исламийя»);
- 30-томном — 1994 года выпуска (издательство «Ахл аль-Бейт»).